# Bermude Ier

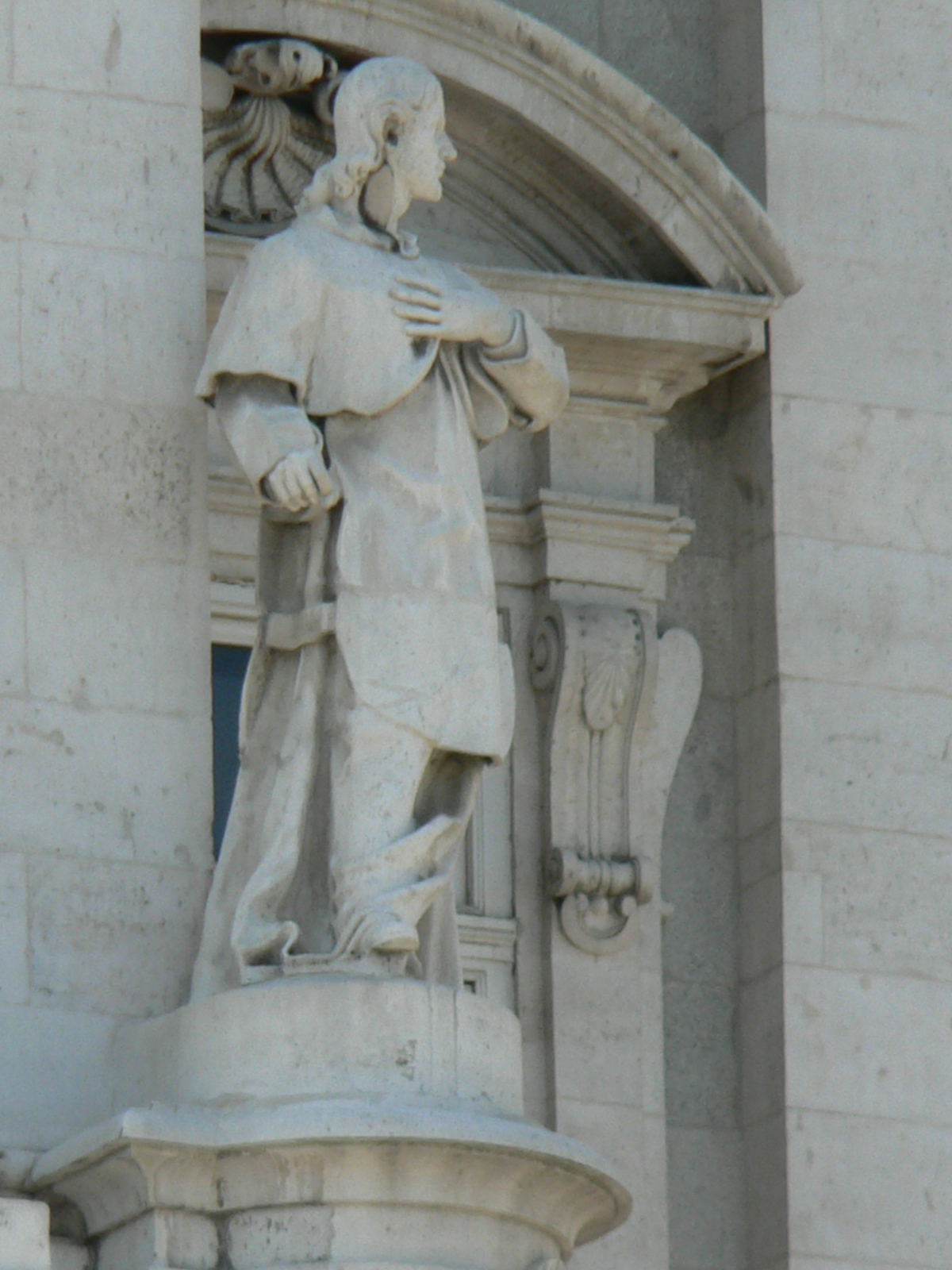
Statue de Bermude I. Palais royal de Madrid.

Pour les articles homonymes, voir Bermude.
Bermude Ier des Asturies (né vers 750 — mort vers 797) est roi des Asturies de 789 à 791.

## Biographie
Bermude est le fils de Fruela Perez (qui est fils de Pierre de Cantabrie), frère d'Alphonse Ier des Asturies ; son frère Aurelio l'a précédé sur le trône de 768 à 774. Après Aurelio, sont venus ensuite Silo, gendre d'Alphonse Ier puis Mauregat, fils illégitime de ce même roi.
En 789, à la mort de Mauregat, Bermude est élevé sur le trône par les grands au détriment de l'héritier le plus légitime, Alphonse, fils de Fruela Ier réfugié chez les Vascons dans sa famille maternelle. Bermude abdique en faveur d'Alphonse au bout de trois ans, à la suite de son échec lors de la bataille de Burbia livrée à l'émir omeyyade de Cordoue Hicham Ier, et retourne à la vie cléricale. 
Il meurt vers 797.

## Mariage et descendance
Son fils Ramire Ier d'Oviedo deviendra roi en 842.